# キャラウェイ (映画)
『キャラウェイ』は、2007年公開の日本映画。さまざまな“愛”をテーマに、ショートストーリー10話+1で構成されるオムニバスムービー。
監督は日高尚人、出演は温水洋一ほか。制作はナッシュフィルム。DVD版タイトルは『キャラウェイ〜恋愛ばんざい〜』。

## ストーリー
- プロローグ - とあるカップルの観察日誌。付き合い始めから日が経つにつれて…。
- One Woman's Story - 最近彼氏と別れた友達を励ます有希（24歳OL）も、実は寂しい一人暮らし中。そんな彼女の元に届いたのは、3件の留守番メッセージだった。
- 実は俺 - コタツ談話に花を咲かせるバイト仲間の仲良しグループ4人組。何気ない話をする中、一人が神妙な顔をして語りだす。「俺、みんなには話していない秘密があるんだ…」
- 桜に実がなる頃 - 自分の誕生日なのに彼女と会う約束を断られてしまった幹生（25歳）。今日こそは童貞を捨てようと心に誓っていた腹いせに、ピンクチラシの番号に電話を掛けてしまう。
- バカ兄貴 - 「…兄貴、俺、結婚するわ」今日もギャンブルに負けて帰ってきた駄目な兄貴と、しっかり者の弟との会話。バカ兄貴は、酔った勢いで弟の彼女に電話を掛けてしまう。
- カミさまもう一度だけ - 美しい妻を亡くした中年男が、どんな願いも叶えてくれる不思議な球をやっとの思いで7つ集めた。

他 全11話

## キャスト
プロローグ / 肥野竜也、原田麻衣
1. One Woman’s Story / 鷲巣あやの
2. 実は俺 / 中村哲人、河井青葉
3. バカ兄貴 / 市瀬秀和、川口真五
4. 殺し屋サリー / 桃生亜希子、唐橋充、内田雅樹
5. 2人のDistance / 嶋田高博、藤真美穂
6. IYASHINSU / 梅津ノリジ、谷崎友亮、中根きなり
7. 桜に実がなる頃 / 菊地智春、MARI、馬渡直子
8. 事実は新聞より奇なり / 三浦アキフミ、ぽんぽこ
9. カミさまもう一度だけ / 温水洋一、嶋崎朋子
10. 最終話 / 渋江譲二、大西麻恵

## スタッフ
- 監督：日高尚人
- 脚本：雫高徳
- エグゼクティブプロデューサー：藪考樹、毎熊邦夫
- プロデューサー：川端基夫、狩野善則
- 製作：モブシネマパートナーズ
- 制作：ナッシュフィルム